# Judy Martin
Judith „Judy“ Ann Martin ist eine Politikerin aus Jersey, die seit 2018 Ministerin für soziale Sicherheit ist.

## Leben
Judith „Judy“ Ann Martin wurde erstmals am 5. Mai 2000 für den Wahlkreis St. Helier No. 1 Mitglied der 53-köpfigen States of Jersey und als solche 2002, 2005, 2008, 2011, 2014 und 2018 wiedergewählt. Nachdem sie im Kabinett von Chief Minister Terry Le Sueur zwischen Dezember 2008 und November 2011 Assistierende Ministerin für Gesundheit und soziale Dienste war, bekleidete sie von November 2011 bis Juni 2018 ebenfalls den Posten als Assistierende Ministerin für Gesundheit und soziale Dienste in den Regierungen von Chief Minister Ian Gorst. Sie war ferner Vorsitzende des Ausschusses für öffentliche Konten.
Nachdem sich am 4. Juni 2018 John Le Fondré bei der Wahl zum Chief Minister von Jersey mit 30 zu 19 Stimmen gegen den Amtsinhaber Ian Gorst durchsetzen konnte, wählte am 7. Juni 2018 das Parlament die Kabinettsmitglieder. Dem Ministerrat (Council of Ministers) gehören neben Chief Minister Le Fondré unter anderem Ian Gorst als Außenminister, Len Norman als Innenminister sowie Susie Pinel als Schatzministerin an. Judy Martin übernahm im Kabinett Le Fondré das Amt als Ministerin für soziale Sicherheit. Dem Ministerrat gehören aktuell zwölf Mitglieder an. Sie ist darüber hinaus Mitglied der Commonwealth Parliamentary Association (CPA) für Jersey sowie Vorsitzende der Kommission für Entwicklungshilfe (Jersey Overseas Aid Commission), die für die Zuweisung des Jahresbudgets für Auslandshilfe verantwortlich ist und vielen in Entwicklungsländern tätigen Wohltätigkeitsorganisationen Zuschüsse sowie erforderlichenfalls Soforthilfe gewährt. Des Weiteren ist sie Mitglied des Bailiff’s Consultative Panel, welches den obersten Staatsbeamten (Bailiff) berät.